# Martin-Buber-Schule (Groß-Gerau)
Die Martin-Buber-Schule ist eine öffentliche Integrierte Gesamtschule mit gymnasialer Oberstufe in Groß-Gerau, Hessen. Sie wurde nach dem jüdischen Religionsphilosophen Martin Buber benannt.

## Geschichte
Am 22. September 1972 wurde die Schule als Hauptschule mit Förderstufe eingeweiht und 1974 in eine Integrierte Gesamtschule umgewandelt. Ab 1975 wurde ein Gebäude auf der anderen Straßenseite mitgenutzt, das ab 1979 als Schulteil Ost eine eigenständige Integrierte Gesamtschule wurde, während die heutige Martin-Buber-Schule den Zusatz Schulteil West erhielt. Seit April 1982 trägt sie den Namen Martin-Buber-Schule. 1995 wurde der Schulteil Ost wegen rückläufiger Schülerzahlen wieder aufgelöst. Organisatorisch wurde er in die Martin-Buber-Schule eingegliedert, während das Gebäude an das Mittelstufengymnasium (heutige Luise-Büchner-Schule) fiel.

### Schulleiter
- 1972–1983: Ingeborg Hempel
- 1983–2004: Hans-Peter Kirsten-Schmidt
- 2004–2012: Heinrich Friedrich
- 2012–2022: Philipp Stannarius
- seit 2022: Ingo Neumann

## Persönlichkeiten
- Björn Höcke (* 1972), Politiker (AfD), Lehrer der MBS 2001–2005

## Schulprofil

### Schulform und Angebote
Die Martin-Buber-Schule vereint als Integrierte Gesamtschule die Bildungsgänge Hauptschule, Realschule und Gymnasium unter einem Dach.
Zum schulischen Angebot gehören unter anderem:
- Ganztagsbetreuung
- Vielfältige Arbeitsgemeinschaften (z. B. Musik, Theater, Umwelt)
- Austauschprogramme mit Partnerschulen im Ausland
- Förderprogramme für Schülerinnen und Schüler mit besonderen Bedürfnissen
- Berufsorientierung und Praktikumsbegleitung

### Pädagogisches Profil
Die Martin-Buber-Schule legt großen Wert auf Toleranz, soziales Lernen und individuelle Förderung. Das Leitbild der Schule ist stark von den humanistischen Werten Martin Bubers geprägt, insbesondere seinem Grundgedanken des dialogischen Prinzips: „Der Mensch wird am Du zum Ich.“

### Gebäude und Ausstattung
Die Schule verfügt über mehrere moderne Gebäude, eine große Sporthalle, Fachräume für Naturwissenschaften, Kunst und Musik sowie eine gut ausgestattete Bibliothek. Ein Schulgarten und Aufenthaltsbereiche im Freien bieten zusätzliche Lern- und Erholungsräume.

### Lage
Die Martin-Buber-Schule befindet sich im Süden von Groß-Gerau, einer Stadt im Rhein-Main-Gebiet, und ist sowohl mit öffentlichen Verkehrsmitteln als auch mit dem Fahrrad gut erreichbar.